# 東海大学付属静岡翔洋幼稚園
認定こども園 東海大学付属静岡翔洋幼稚園（にんていこどもえんとうかいだいがくふぞくしずおかしょうようようちえん）は静岡県静岡市清水区にある幼稚園。

## 概要
東海大学海洋学部・人文学部、東海大学付属静岡翔洋高等学校・中等部、東海大学付属静岡翔洋小学校に隣接している。
一貫教育とスケールメリットを生かした活動が特色である。
幼児期に獲得するべき領域に参加して、「自ら考えて、自ら選択し、自ら行動する」ことに重点を置いて、子ども達が思いのままにのびのびと、創造性豊かに生きることが出来る教育を目標にしている。
- 港かっぽれ総踊り 東海大学連参加

東海大学静岡キャンパスにある海洋学部・人文学部、付属静岡翔洋高校、同中等部、同小学校、同幼稚園の園児から大学生、卒業生、教職員ら関係者約200名からなる東海大学連として参加する。